# Abadiano
Abadiano (em castelhano) ou Abadiño (em basco) é um município da Espanha na província da Biscaia, comunidade autónoma do País Basco, com 36,26 km² de área. Em 2021 tinha 7 618 habitantes (densidade: 210,1 hab./km²).

## Demografia
| Variação demográfica do município entre 1991 e 2004 | Variação demográfica do município entre 1991 e 2004 | Variação demográfica do município entre 1991 e 2004 | Variação demográfica do município entre 1991 e 2004 |
| --------------------------------------------------- | --------------------------------------------------- | --------------------------------------------------- | --------------------------------------------------- |
| 1991                                                | 1996                                                | 2001                                                | 2004                                                |
| 7070                                                | 6897                                                | 6843                                                | 7031                                                |